# Dámaso Ledesma
Dámaso Ledesma Hernández (Ciudad Rodrigo, 3 de febrero de 1866-Salamanca, 13 de junio de 1928) fue un musicólogo, sacerdote, organista y compositor español.

## Trayectoria
En 1875 ingresó como niño en el coro de la catedral de Ciudad Rodrigo y se convirtió en alumno de solfeo y piano del organista y maestro de capilla Luciano Bastida y Chic. Dos años después, le hizo pasar al seminario diocesano cuyo examen de ingreso aprobó en 1879 siendo ordenado sacerdote en 1889. Se formó como músico profesional con el mecenazgo y magisterio del ilustre mirobrigense Clemente de Velasco y Sánchez-Arjona, estudió armonía y composición con José María Benaiges y contrapunto con Bartolomé Pérez Casas por correspondencia y, a veces, en Madrid. Fue organista de la catedral de Salamanca desde 1896.
Es uno de los investigadores más ampliamente reconocidos de la música popular tradicional salmantina, conocida como folklore charro. Colaboró en la elaboración del Cancionero Salamantino fruto de un concurso de la Real Academia de San Fernando para premiar la recopilación de cantos castellanos. En cuatro meses recopiló en la provincia de Salamanca más de 900, obteniendo el premio el 14 de noviembre de 1905 y convirtiéndose en miembro de dicha institución desde entonces. Tomás Bretón le organizó un homenaje en el Ateneo Artístico y Literario de Madrid el 9 de mayo de 1906 en el que alumnos del Real Conservatorio, dirigidos por Bretón y con Ledesma al piano, interpretaron piezas del Cancionero Salmantino. Se repitió el homenaje en Salamanca, el 23 de noviembre de 1906, con músicos dirigidos por Bretón y Dámaso Ledesma. El día 25 se ofreció en Ciudad Rodrigo esa misma “Velada musical de Cantos Populares Salmantinos”. En 1907 fue publicado por la Diputación de Salamanca.

En el Cancionero Salmantino se clasifican en siete secciones 404 documentos de los recogidos por Dámaso Ledesma e influyó notablemente en importantes compositores: Tomás Bretón (Salamanca, Poema sinfónico para gran orquesta); Federico Moreno Torroba (Bailando un fandango charro, para dos guitarras); Gerardo Gombáu (Escena y Danza Charra, Campocerrado, Rondela de cantos charros); o Miguel Alonso (Tríptico Salmantino, Homenaje a Juan del Encina). También se inspiraron en este Cancionero, Hilario Goyenechea, Manuel de Falla, Conrado del Campo, Bernardo García-Bernalt Huertos, José Antonio de San Sebastián (padre Donostia), Joaquín Nin Culmell, Manuel Parada de la Puente, Miguel Querol Gavaldá, Miguel Manzano Alonso, etc. La labor de Dámaso Ledesma despertó interés en Miguel de Unamuno y en Luis Maldonado de Guevara y Fernández de Ocampo. Este último, ya en 1904, puso en relación con Dámaso Ledesma con Ramón Menéndez Pidal, que recibió variantes salmantinas de romances, recogidas por el musicólogo.

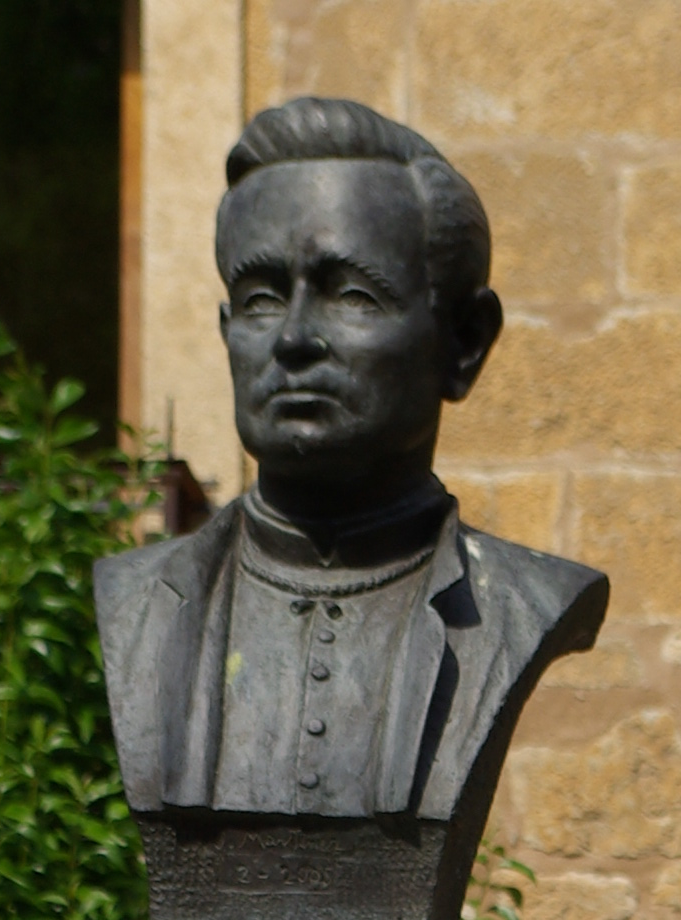
Monumento a Dámaso Ledesma en Ciudad Rodrigo

Según José F. Montesinos fue uno de los libros de cabecera de Federico García Lorca el cual armonizó para piano y canto Los mozos de Monleón, romance que apareció interpretado por La Argentinita y el propio Federico al piano en el álbum Colección de Canciones Populares Españolas publicado en Barcelona en 1932.
Dámaso Ledesma presentó ponencias sobre la canción popular religiosa, con ejemplos armonizados por él, en los Congresos de Música Sacra de Valladolid (1907) y Sevilla (1908). Formó parte de los tribunales de oposición para plazas de organistas, maestros de capilla y cantores en Salamanca, Valladolid, Zamora, Plasencia y Sevilla. El Liceo de América le concedió el Primer Premio del Concurso Internacional de Canciones Populares el 27 de noviembre de 1923. 
Compuso el Himno a Ciudad Rodrigo para coro y orquesta entrenado en el Teatro Nuevo. Compuso también el pasodoble Bienvenida dedicado al ganadero Antonio Pérez Sanchón Tabernero.
Póstumamente se publicó, El maldito ochavo, una zarzuela de ambiente charro, en dos actos, con libreto de G. Santos Diego. El 20 de enero de 1930 la Asociación de la Prensa organizó un homenaje a la memoria de Dámaso Ledesma, en el Teatro Bretón de Salamanca. Se estrenó el primer acto de esta zarzuela, con éxito de partitura, coros y orquesta, dirigidos por el profesor Bernardo García- Bernalt Huertos, su antiguo alumno y colaborador.
En 1977 se creó la Coral Mirobrigense Dámaso Ledesma en su honor.